# A2 (Groot-Brittannië)
De A2 of Dover Road (Doverweg) is een weg in het Verenigd Koninkrijk tussen Londen en Dover, waar de verbinding met de rest van Europa is.
Tussen Rochester en Faversham is de functie als hoofdweg overgenomen door de M2. De A2 loopt daar door de Medwaysteden.

## Hoofdbestemmingen
De volgende hoofdbestemmingen (primary destinations) liggen aan de A2:
- Londen
- Dartford
- Rochester
- Faversham
- Canterbury
- Dover